# Timandromorpha discolor
Timandromorpha discolor är en fjärilsart som beskrevs av W. Warren 1896. Timandromorpha discolor ingår i släktet Timandromorpha och familjen mätare. Inga underarter finns listade i Catalogue of Life.

## Bildgalleri

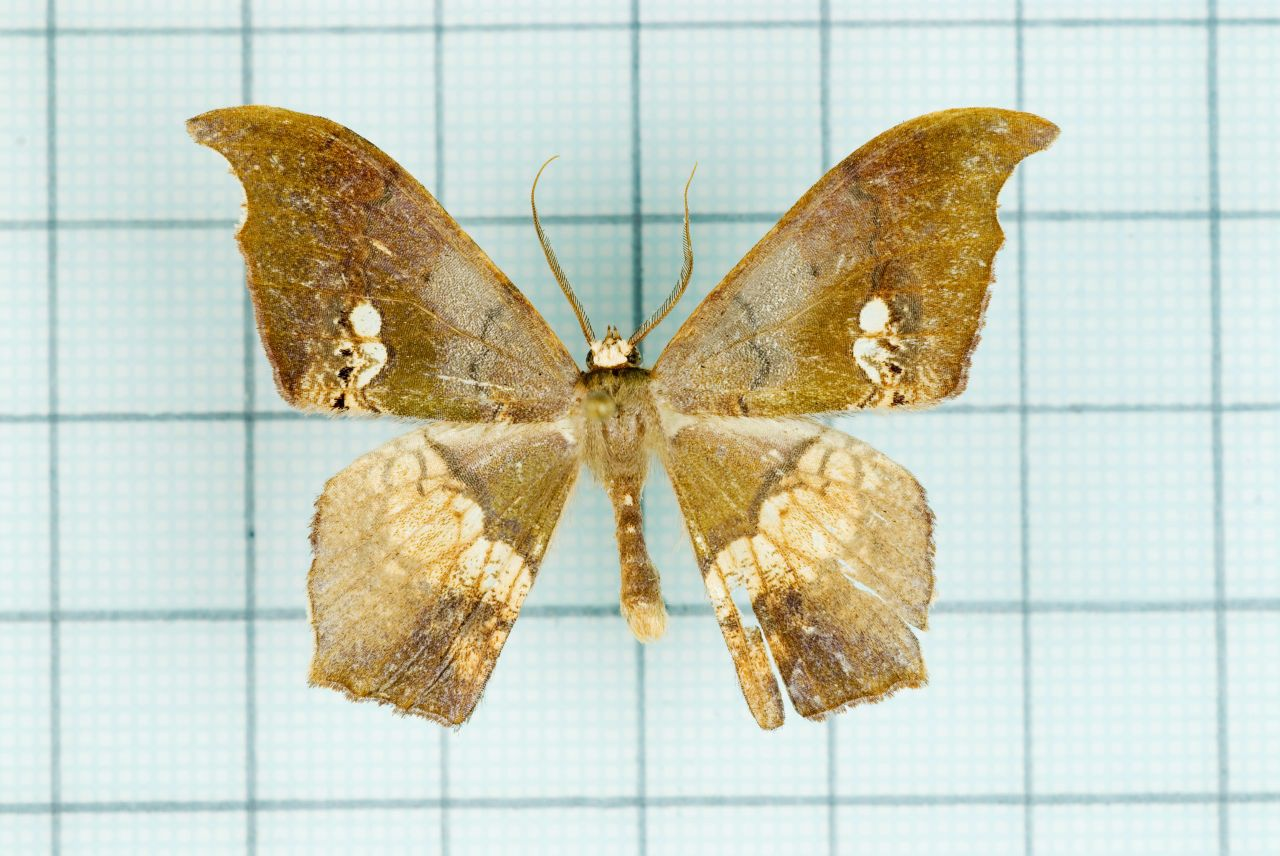